# Ethereum
Ethereum (ETH) là một nền tảng điện toán có tính chất phân tán, công cộng, mã nguồn mở dựa trên công nghệ Blockchain. Nó có tính năng hợp đồng thông minh (kịch bản), tạo thuận lợi cho các thỏa thuận hợp đồng trực tuyến. Nền tảng này bao gồm một máy ảo hoàn toàn Turing - Ethereum Virtual Machine (EVM), có thể thực thi các kịch bản bằng cách sử dụng một mạng lưới máy tính Ethereum. Ethereum cũng cung cấp một loại tiền mã hóa gọi là "Ether", có thể được chuyển giữa các tài khoản và được sử dụng để trả công cho các thợ đào giúp thực hiện việc tính toán. "Gas" là một cơ chế giá giao dịch nội bộ, được sử dụng để giảm thiểu giao dịch rác (spam) và phân bổ các nguồn lực trên mạng lưới.
Ethereum đã được đề xuất vào cuối năm 2013 bởi Vitalik Buterin, một nhà nghiên cứu tiền mã hóa và nhà lập trình. Việc phát triển Ethereum ban đầu được tài trợ qua hình thức crowd funding (tài trợ đám đông) suốt tháng 7 và tháng 8 năm 2014. Hệ thống này đã được khởi động vào ngày 30 tháng 7 năm 2015, với 11,9 triệu đồng ether đã được đào sẵn (premined) để bán lại cho những người đã tài trợ. Số tiền này chiếm khoảng 13% tổng số ether được lưu hành.
Năm 2016, Ethereum bị chia rẽ thành hai blockchain, do sự sụp đổ của dự án DAO (Decentralized autonomous organization). Hai chuỗi có số lượng người sử dụng khác nhau, và nhánh thiểu số được đổi tên thành Ethereum Classic. Nhánh đa số giữ nguyên tên Ethereum.

## Lịch sử